# Europa-Parlamentsvalget 2014 i Storbritannien
Europa-Parlamentsvalget 2014 i Storbritannien fandt sted tirsdag den 22. maj 2014. Ved valget skal der vælges 73 medlemmer til Europa-Parlamentet. I valget, vælger vælgerne medlemmer af registrerede britiske partier, hvorefter de valgte medlemmer danner politiske grupper i Europa-Parlamentet sammen med medlemmer af partier fra andre medlemsstater med samme politiske tilhørsforhold.

## Partiet
Kun indvalgte partier med i listen
| Parti                            | EU-parti | Stemmer   | Sæder |
| -------------------------------- | -------- | --------- | ----- |
| UK Independence Party            | Ingen    | 4,376,635 | 24    |
| Labour Party                     | PES      | 4,020,646 | 20    |
| Conservative Party               | AECR     | 3,792,549 | 19    |
| Green Party of England and Wales | EGP      | 1,136,670 | 3     |
| Scottish National Party          | EFA      | 389,503   | 2     |
| Liberal Democrats                | ALDE     | 1,087,633 | 1     |
| Sinn Féin                        | ingen    | 159,813   | 1     |
| Democratic Unionist Party        | ingen    | 131,163   | 1     |
| Plaid Cymru                      | EFA      | 111,864   | 1     |
| Ulster Unionist Party            | AECR     | 83,438    | 1     |